# 데이터베이스 머신
데이터베이스 머신(database machine) 또는 백엔드 프로세서(back end processor)는 데이터베이스의 데이터를 저장, 검색하는 컴퓨터나 특수한 하드웨어를 일컫는다. 데이터베이스 접근을 위해 특별히 설계되며 고속 채널을 통해 메인 (프론트엔드) 컴퓨터와 결합된다. 데이터베이스 머신은 메인 CPU와 밀착 결합되는 반면 데이터베이스 서버는 네트워크를 통해 느슨히 결합된다. 데이터베이스 머신은 데이터베이스 소프트웨어를 가지고 수백, 수천 개의 마이크로프로세서를 사용하여 대형 패킷의 데이터를 메인프레임으로 전송할 수 있다. 프론트엔드 프로세서는 데이터를 수신한 다음 이를 표시한다. 한편 백엔드 프로세서는 프론트엔드 프로세서의 데이터를 분석하고 저장한다. 백엔드 프로세서는 더 높은 성능, 호스트 메인 메모리 증가, 데이터베이스 복구 및 보안 증가, 제조 비용 감소의 결과를 보여준다. 데이터베이스 머신은 데이터베이스를 보유하고 있는 근거리 통신망의 컴퓨터인 데이터베이스 서버와는 상반된다.
Julie A. McCann에 따르면 "현재 DBMS는 조직, 그리고 데이터의 저장 및 검색을 제어하며 데이터베이스의 보안 및 무결성을 관제하는데 응용 프로그램의 데이터 요청을 받아들이고 운영 체제(OS)가 적절한 데이터를 전송하도록 지시한다."
한 예로 IBM 시스템/38이 있다.